# Zussen (lied)
Zussen is een Nederlandstalig liedje van de Belgische zanger Jan De Wilde uit 1987.
Op de B-kant van de gelijknamige single stond het nummer Bij het gebulder.
Het nummer verscheen op het album De bende van Jan De Wilde uit datzelfde jaar.

## Meewerkende artiesten
- Producer
  - Jean Blaute
- Muzikanten
  - Jan De Wilde (banjo, zang)
  - Evert Verhees (basgitaar)
  - Jean Blaute (Elektronisch orgel, elektrische gitaar)
  - Marc Bonne (drums)